# Lauren Arnouts
Lauren Arnouts-de Keijzer (9 november 1994) is een wielrenster uit Nederland.
Op het nationaal kampioenschap op de weg, reed Arnouts bij de junioren in 2012 naar de tweede plaats op het onderdeel tijdrit.
Ook bij de elite reed Arnouts tussen 2013 en 2015 op het nationaal kampioenschap op de tijdrit en de wegrit.
Arnouts reed in 2016 voor de Spaanse ploeg Bizkaia-Durango.